# Walk the Line (Soundtrack)
Walk the Line ist der Soundtrack zum gleichnamigen Film Walk the Line über das Leben von Johnny Cash aus dem Jahr 2005. Das Album erschien bei Wind-Up Records und gewann 2007 einen Grammy in der Kategorie „Bestes zusammengestelltes Soundtrackalbum für Film, Fernsehen oder visuelle Medien“.
Neun Lieder, also ein Großteil der Songs, werden von Joaquin Phoenix gesungen, der Cash im Film darstellt. Reese Witherspoon steuerte als June Carter vier Stücke bei, Tyler Hilton zwei und Waylon Payne, Johnathan Rice und Shooter Jennings jeweils einen.
Als Bonus enthält die CD zwei Szenen, die es nicht in die endgültige Filmfassung geschafft haben. In einer Szene singt Joaquin Phoenix Rock’n’Roll Ruby, und eine andere Szene findet kurz vor dem Jackson-Auftritt statt. Einige Songs, wie etwa Cocaine Blues, sind in einer anderen Version als im Film zu hören.
Das Album hat 2006 in den USA Platin-Status, 2013 im Vereinigten Königreich Silber-Status und 2023 in Deutschland Gold-Status erreicht.

## Titelliste
1. Get Rhythm (Johnny Cash) – Joaquin Phoenix – 2:26
2. I Walk the Line (Johnny Cash) – Joaquin Phoenix – 3:20
3. Wildwood Flower (A. P. Carter) – Reese Witherspoon – 2:31
4. Lewis Boogie (Jerry Lee Lewis) – Waylon Payne – 2:01
5. Ring of Fire (June Carter/Merle Kilgore) – Joaquin Phoenix – 3:42
6. You’re My Baby (Johnny Cash) – Johnathan Rice – 2:12
7. Cry! Cry! Cry! (Johnny Cash) – Joaquin Phoenix – 2:35
8. Folsom Prison Blues (Johnny Cash) – Joaquin Phoenix – 2:52
9. That’s All Right (Arthur Crudup) – Tyler Hilton – 1:46
10. Juke Box Blues (Maybelle Carter/Helen Carter) – Reese Witherspoon – 2:15
11. It Ain’t Me Babe (Bob Dylan) – Joaquin Phoenix/Reese Witherspoon – 3:05
12. Home of the Blues (Johnny Cash/Douglas L. McAlphin) – Joaquin Phoenix – 2:40
13. Milk Cow Blues (Kokomo Arnold) – Tyler Hilton – 2:19
14. I’m a Long Way from Home (Hank Cochran) – Shooter Jennings – 2:15
15. Cocaine Blues (TJ Arnall) – Joaquin Phoenix – 2:50
16. Jackson (Jerry Leiber/Billy Edd Wheeler) – Joaquin Phoenix/Reese Witherspoon – 2:49
17. Rock N’ Roll Ruby – Joaquin Phoenix

## Zusätzliche Filmmusik
Im Film wurden viele weitere Songs verwendet, entweder in den Originalversionen oder als Darbietung der Darsteller. Diese sind:
1. Engine 143 – The Carter Family
2. Didn’t It Rain – Sister Rosetta Tharpe
3. Dark Was the Night, Cold Was the Ground – Blind Willie Johnson
4. Volksmusik Medley – Hans Glisha Orchestra
5. I Was There When It Happened – The Blackwood Brothers
6. Try Me One Time – Willie Nix
7. Ain’t That Right – Eddie Snow
8. Boogie Blues – Earl Peterson
9. I Miss You Already – Faron Young
10. Defrost Your Heart – Charlie Feathers
11. Feelin’ Good – Little Junior’s Blue Flames
12. Bop Bop Baby – Wade and Dick
13. Rock With My Baby – Billy Lee Riley
14. Fujiyama Mama – Wanda Jackson
15. She Wears Red Feathers – Guy Mitchell
16. Easy Does It – Lewis LaMedica
17. Hey Porter – Joaquin Phoenix
18. Candy Man Blues – Mississippi John Hurt
19. I Got Stripes – Joaquin Phoenix
20. Light of the Night – Werner Tautz
21. You Get To Me – Minnie and the Minuettes
22. Times a’Wastin’ – Joaquin Phoenix und Reese Witherspoon
23. Cartoon World
24. Ghost Town/Poem For Eva – Bill Frisell
25. In the Sweet By and By
26. Long Legged Guitar Pickin’ Man – Johnny Cash und June Carter
27. Highway ’61 Revisited – Bob Dylan